# Iúna
Iúna é um município brasileiro no estado do Espírito Santo, Região Sudeste do país. Localiza-se na região do Caparaó, no sul capixaba. Ocupa uma área de 460,586 km², sendo que 3 km² estão em perímetro urbano, e sua população foi estimada em 30 444 habitantes em 2024.
O território do atual município começou a ser desbravado no século XIX, com a abertura de uma estrada ligando Minas Gerais a Vitória, a pedido do príncipe regente João VI de Portugal. A imigração italiana, iniciada em 1872, foi responsável pela introdução da cafeicultura, atividade econômica que intensificou o crescimento populacional colonial e econômico. Sua emancipação veio a acontecer em 1890.
Além do cultivo do café, também figuram entre as atividades econômicas mais importantes a pecuária, a extração de mármore e granito, a prestação de serviços e o turismo. Iúna possui uma série de atrativos naturais que são destinos de turistas, como cachoeiras, montanhas e trilhas, além de estar em área de abrangência do Parque Nacional de Caparaó. O principal acesso ao município é através da BR-262.

## História

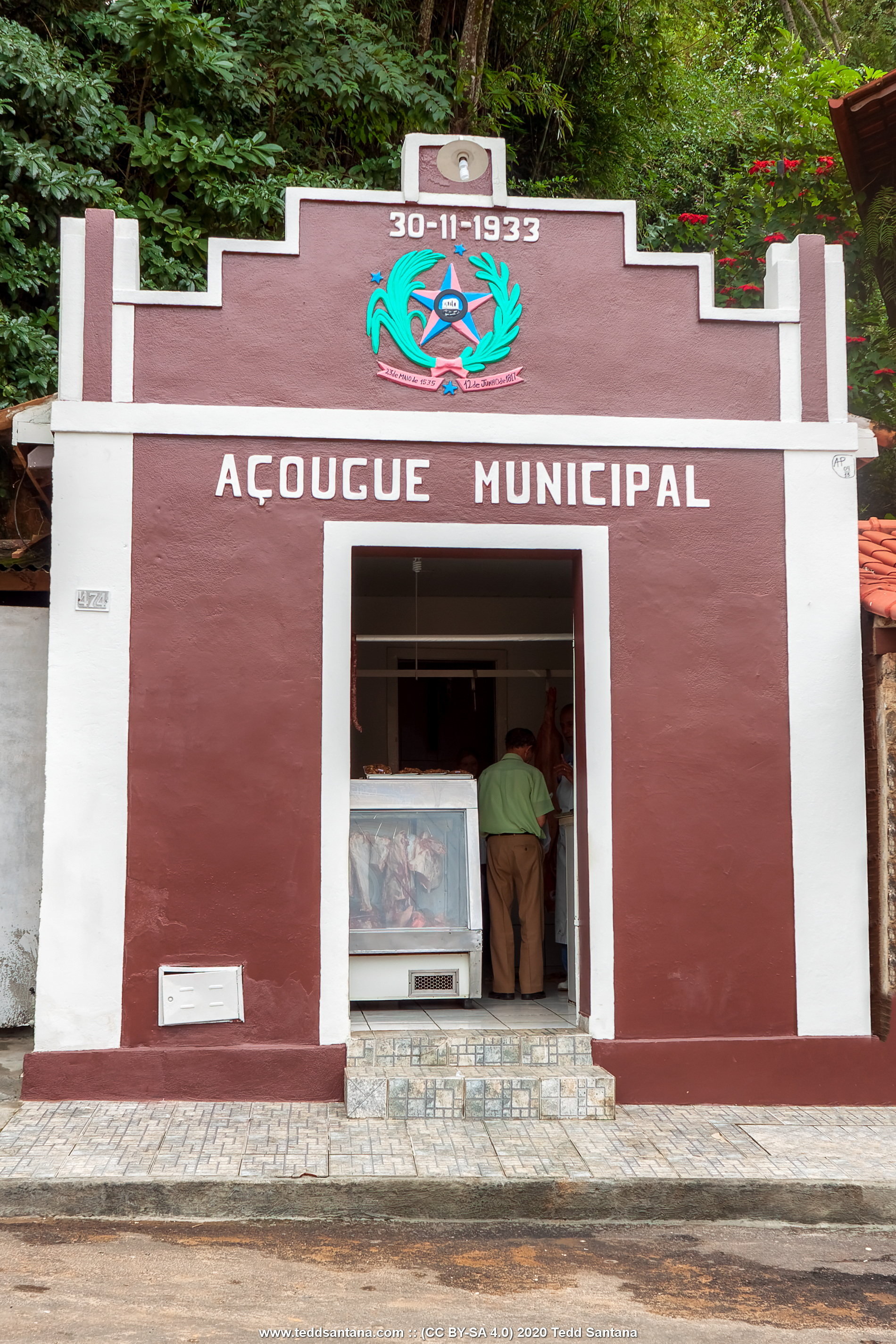
Açougue Municipal, edificação da cidade datada de 1933.

O território do atual município de Iúna começou a ser desmatado em 1814, com a abertura da Estrada Real São Pedro de Alcântara. Essa estrada foi aberta a pedido do príncipe regente João VI de Portugal com a intenção de ligar a região central de Minas Gerais a Vitória, de modo que o estado mineiro não dependesse economicamente apenas do Rio de Janeiro (com o qual era ligado através do Caminho Velho). A instalação do Quartel do Rio Pardo, em 1815, marca o início do povoamento da atual cidade. Os quartéis tinham o objetivo de preservar a segurança daqueles que circulavam pela estrada.
A região era povoada pelos índios puris, o que levou à criação do Aldeamento Imperial do Rio Pardo pelos forasteiros em 1825. Sob a liderança do missionário italiano frei Paulo de Casanova, os indígenas contribuíram com a construção da primeira capela, inaugurada em 1845. Já em 1855, ocorreu a doação de um terreno para a construção de uma nova capela e cemitério, feita pelo alferes José Joaquim Ferreira Valle e sua esposa. Assim, a construção da Capela de Nossa Senhora da Pureza foi liderada por frei Bento di Gênova, sendo o templo elevado à categoria de Matriz em 1859.
A elevação à categoria da capela a Matriz marca o reconhecimento do povoamento como freguesia, denominada São Pedro de Alcântara do Rio Pardo, através do Decreto Provincial nº 10 de 14 de julho de 1859. Contudo, a freguesia veio a ser desmembrada de Cachoeiro de Itapemirim com a denominação de Rio Pardo perante o Decreto Estadual de 24 de outubro de 1890. Esse é considerado o dia do aniversário da cidade. Sua instalação aconteceu em 3 de março de 1891.
A imigração italiana, iniciada em 1872, foi fundamental para o desenvolvimento da localidade. Os imigrantes foram responsáveis pela introdução da cafeicultura, atividade econômica que intensificou o crescimento populacional e econômico. No início do século XX também se estabeleceram austríacos, suíços, franceses, ingleses, alemães, espanhóis, libaneses e turcos.
Também no século XX, a área do município passou por transformações em sua composição, com a criação e desmembramento de distritos. De seu território foi desmembrada parte do município de Mutum (anexado a Minas Gerais) em 1914, Ibatiba em 1981 e Irupi em 1991. Além disso, data de 31 de dezembro de 1943 a alteração do nome "Rio Pardo" para "Iúna", que é um termo oriundo da língua tupi e significa "rio preto", através da junção dos termos  'y  (água, rio) e un (preto).

## Geografia

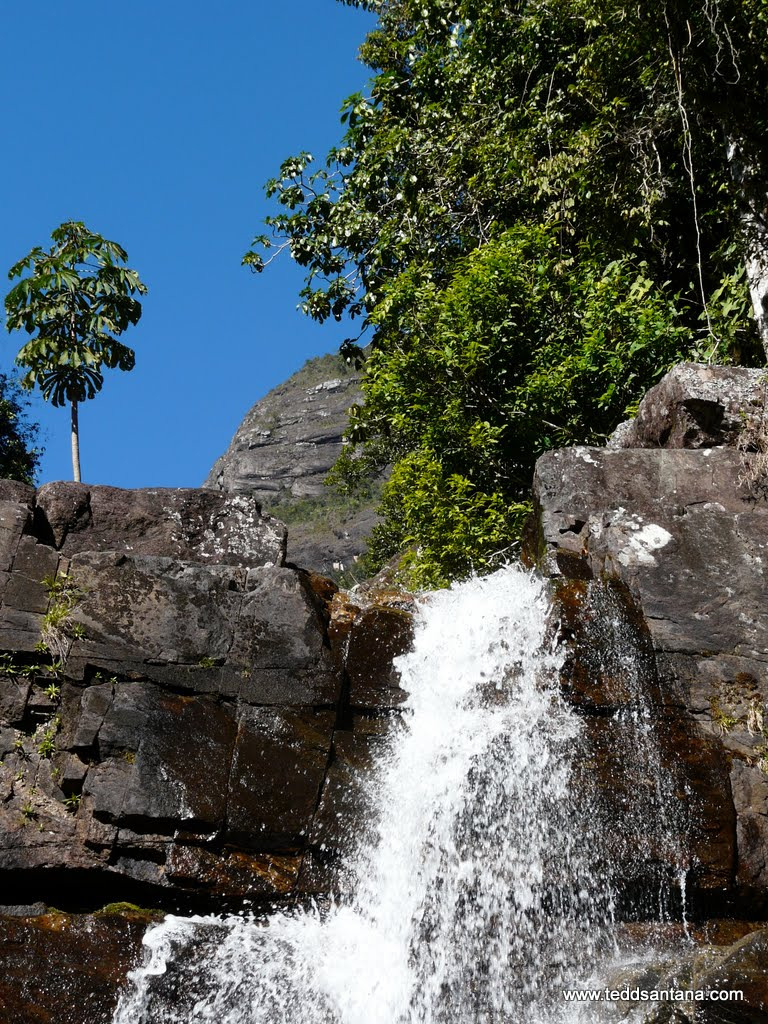
Cachoeira no curso do rio Claro

A área do município, segundo o Instituto Brasileiro de Geografia e Estatística (IBGE), é de 460,586 km², sendo que 3,31 km² constituem a zona urbana. Situa-se a 20°20'45" de latitude sul e 41°32'09" de longitude oeste e está a uma distância de 180 quilômetros a sudoeste da capital capixaba. Seus municípios limítrofes são Irupi, Ibatiba, Muniz Freire e Ibitirama no Espírito Santo e Alto Caparaó, Martins Soares, Alto Jequitibá, Manhumirim, Durandé e Lajinha em Minas Gerais.
De acordo com a divisão regional vigente desde 2017, instituída pelo IBGE, o município pertence às Regiões Geográficas Intermediária de Cachoeiro de Itapemirim e Imediata de Alegre. Até então, com a vigência das divisões em microrregiões e mesorregiões, fazia parte da microrregião de Alegre, que por sua vez estava incluída na mesorregião do Sul Espírito-Santense.

### Relevo e meio ambiente
O relevo de Iúna é consideravelmente acidentado, alternando de ondulado a montanhoso, com bruscas variações de altitude em curtas distâncias. A área do município abrange a serra do Caparaó, o que inclui o Parque Nacional de Caparaó, a oeste de seu território, ao longo da divisa com Minas Gerais. Outras unidades geográficas que se destacam em sua extensão são as serras do Desengano a sul, do Valentim a leste e do Criciúma a norte. Na serra do Valentim está localizado o Pico do Colosso, que chega aos 1 650 metros de altitude.
Iúna se encontra dividida entre as bacias hidrográficas dos rios Doce e Itapemirim, tendo como principais mananciais em sua área os rios Pardinho, Pardo, Santa Clara, Claro, Pedregulho e José Pedro, o ribeirão da Perdição e os córregos da Anta, Bonsucesso, Recreio Direito e Jatobá. Cerca de 13,5% do município são cobertos por remanescentes de Mata Atlântica.

### Clima
O clima iunense é caracterizado, segundo o IBGE, como tropical de altitude (tipo Cwa segundo Köppen), com diminuição de chuvas no inverno e temperatura média anual em torno dos 21 °C, tendo invernos amenos e verões chuvosos com temperaturas moderadamente altas. O mês mais quente, fevereiro, tem temperatura média de 23,8 °C, enquanto que o mês mais frio, julho, possui média de 17,6 °C. Outono e primavera são estações de transição. O índice pluviométrico anual é de aproximadamente 1 220 mm, sendo julho o mês mais seco e dezembro o mais chuvoso.
Segundo dados da Companhia de Pesquisa de Recursos Minerais (CPRM), desde 1954, o maior acumulado de chuva registrado em 24 horas em Iúna foi de 138,4 mm no dia 12 de novembro de 1961. Outros grandes acumulados foram de 132,2 mm em 15 de setembro de 1989, 129,3 mm em 12 de janeiro de 2004 e 126 mm em 1º de janeiro de 1996. De acordo com o Instituto Nacional de Pesquisas Espaciais (INPE), Iúna é o 37º colocado no ranking de ocorrências de descargas elétricas no estado do Espírito Santo, com uma média anual de 1,8805 raio por quilômetro quadrado.
| Dados climatológicos para Iúna | Dados climatológicos para Iúna | Dados climatológicos para Iúna | Dados climatológicos para Iúna | Dados climatológicos para Iúna | Dados climatológicos para Iúna | Dados climatológicos para Iúna | Dados climatológicos para Iúna | Dados climatológicos para Iúna | Dados climatológicos para Iúna | Dados climatológicos para Iúna | Dados climatológicos para Iúna | Dados climatológicos para Iúna | Dados climatológicos para Iúna |
| Mês | Jan                            | Fev                            | Mar                            | Abr                            | Mai                            | Jun                            | Jul                            | Ago                            | Set                            | Out                            | Nov                            | Dez                            | Ano                            |
| --- | ------------------------------ | ------------------------------ | ------------------------------ | ------------------------------ | ------------------------------ | ------------------------------ | ------------------------------ | ------------------------------ | ------------------------------ | ------------------------------ | ------------------------------ | ------------------------------ | ------------------------------ |
| Temperatura máxima média (°C) | 29,2                           | 30,3                           | 29,2                           | 27,8                           | 25,8                           | 24,9                           | 24,5                           | 25,6                           | 25,9                           | 27,1                           | 27,4                           | 28,3                           | 27,1                           |
| Temperatura média (°C) | 23,5                           | 23,8                           | 23,2                           | 21,7                           | 19,3                           | 17,9                           | 17,6                           | 18,5                           | 19,8                           | 21,3                           | 22                             | 23                             | 20,9                           |
| Temperatura mínima média (°C) | 18,3                           | 18,2                           | 18,2                           | 16,7                           | 14                             | 12                             | 11,7                           | 12,4                           | 14,5                           | 16,4                           | 17,6                           | 18,4                           | 15,7                           |
| Precipitação (mm) | 216,6                          | 107,5                          | 158,7                          | 76,8                           | 38,2                           | 16,9                           | 13,2                           | 17,9                           | 48,8                           | 98,1                           | 189                            | 241,1                          | 1 222,8                        |
| Umidade relativa (%) | 76                             | 73                             | 78                             | 79                             | 77                             | 77                             | 75                             | 71                             | 70                             | 72                             | 79                             | 80                             | 76                             |
| Fonte: Instituto Capixaba de Pesquisa, Assistência Técnica e Extensão Rural (Incaper): temperaturas e precipitação; Climate-Data.org: umidade relativa |                                |                                |                                |                                |                                |                                |                                |                                |                                |                                |                                |                                |                                |

## Demografia
Segundo o censo de 2022, realizado pelo Instituto Brasileiro de Geografia e Estatística (IBGE), a população do município foi estimada em 28 590 habitantes. Já segundo o censo de 2010, havia 27 328 habitantes. Em 2010, 13 640 habitantes eram homens (49,91% do total) e 13 688 habitantes mulheres (50,09%). Ainda segundo o mesmo censo, 15 620 habitantes viviam na zona urbana (57,16%) e 11 708 na zona rural (42,84%). Da população total em 2010, 6 826 habitantes (24,98%) tinham menos de 15 anos de idade, 18 546 habitantes (67,86%) tinham de 15 a 64 anos e 1 956 pessoas (7,16%) possuíam mais de 65 anos, sendo que a esperança de vida ao nascer era de 74,74 anos.
Em 2010, a população iunense era composta por 14 568 brancos (53,31% do total), 11 003 pardos (40,26%), 1 462 negros (5,35%), 260 amarelos (0,95%) e 35 indígenas (0,13%). Quanto às religiões, 13 534 são católicos (49,52%), 9 470 evangélicos (34,65%), 597 espíritas (2,18%), 99 Testemunhas de Jeová (0,36%), 57 umbandistas (0,21%), 3 343 pessoas sem religião (12,23%) e os 0,85% restantes possuíam outras religiões além dessas ou não tinham religiosidade definida.

### Distritos
| Distrito                 | Código IBGE | Habitantes (2022) | Domicílios particulares (2022) |                      |           |        |       |
| ------------------------ | ----------- | ----------------- | ------------------------------ | -------------------- | --------- | ------ | ----- |
| Distrito                 | Código IBGE | Habitantes (2022) | Domicílios particulares (2022) | Iúna (distrito-sede) | 320300705 | 18 332 | 7 030 |
| Nossa Senhora das Graças | 320300723   | 2 700             | 988                            |                      |           |        |       |
| Pequiá                   | 320300720   | 3 672             | 1 342                          |                      |           |        |       |
| Santíssima Trindade      | 320300725   | 2 424             | 811                            |                      |           |        |       |
| São João do Príncipe     | 320300730   | 1 462             | 545                            |                      |           |        |       |

## Economia

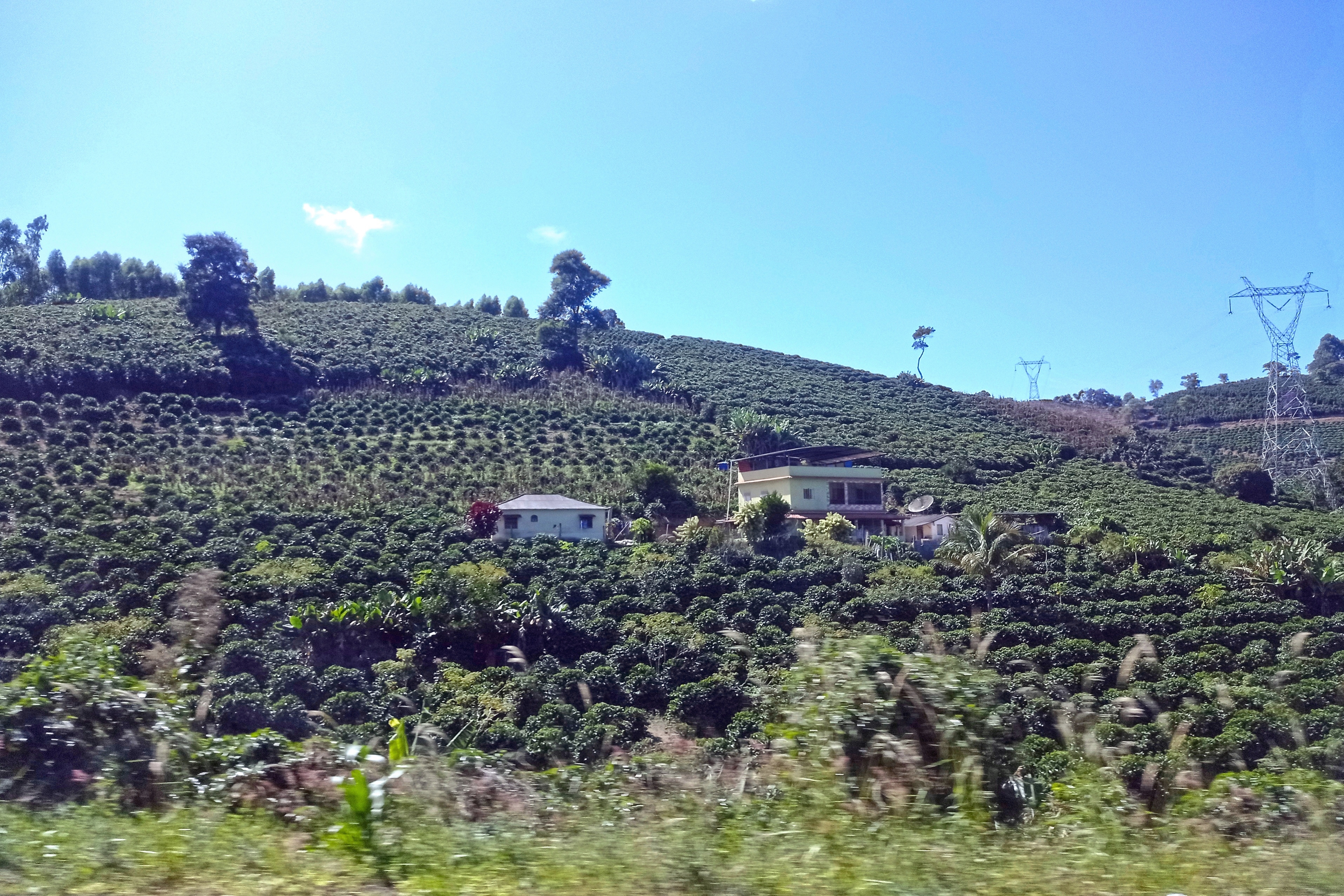
Cultivo de café às margens da BR-262 em Iúna

No Produto Interno Bruto (PIB) de Iúna, destacam-se as áreas da agropecuária e de prestação de serviços. De acordo com dados do IBGE, relativos a 2019, o PIB do município era de R$ 429 348,53 mil. 33 200,53 mil eram de impostos sobre produtos líquidos de subsídios a preços correntes e o PIB per capita era de R$ 14 723,38. Em 2010, 69,75% da população maior de 18 anos era economicamente ativa, enquanto que a taxa de desocupação era de 1,8%.
A pecuária e a agricultura acrescentavam 47 606,70 mil reais na economia de Iúna em 2019, o que se deve sobretudo ao café, cujas plantações ocupavam pelo menos 27,7% da área municipal em 2014. A cafeicultura, assim, é a responsável por gerar uma significativa movimentação fundiária, enquanto que sua comercialização possibilita um giro de capital significante para o comércio local. Dentro do setor primário ainda se destacam a pecuária, silvicultura, fruticultura e culturas alimentares e tradicionais, o que inclui feijão, milho, mandioca e a cana-de-açúcar. A agroindústria e o agroturismo também apresentam participação na economia de Iúna.
A indústria, por sua vez, representava 29 222,21 mil reais do PIB municipal. Assim como a agroindústria, há de se destacar a produção de granito e mármore. Ao mesmo tempo, 191 432,21 mil reais do PIB municipal eram do valor adicionado bruto do setor de serviços e 127 886,88 mil reais do valor adicionado da administração pública. Além do agroturismo, a presença de diversos atrativos naturais, como montanhas, trilhas e cachoeiras, bem como a vizinhança do Parque Nacional de Caparaó, também reforça a contribuição do turismo para a economia do município.

## Infraestrutura

### Saúde e educação
A rede de saúde de Iúna inclui sete unidades básicas de saúde, quatro postos de saúde e um hospital geral, segundo informações de 2018. Em 2020, foram registrados 216 óbitos por morbidades, dentre os quais as doenças do sistema circulatório representaram a maior causa de mortes (25%), seguida pelas doenças infecciosas e parasitárias (17%). Ao mesmo tempo, foram registrados 331 nascidos vivos, sendo que o índice de mortalidade infantil no mesmo ano foi de 6,04 óbitos de crianças menores de um ano de idade a cada mil nascidos vivos. Cabe ressaltar que 0,76% das meninas de 10 a 14 anos tiveram filhos em 2017.
Em 2010, 86,14% das crianças com faixa etária entre cinco e seis anos estavam matriculadas na educação infantil, ao mesmo tempo que 86,68% da população de 11 a 13 anos cursavam as séries finais do ensino fundamental. Contudo, da população de 15 a 17 anos, 48,03% haviam finalizado o ensino fundamental, enquanto 34,04% dos residentes de 18 e 20 anos tinham terminado o ensino médio. Os habitantes tinham uma expectativa média de 9,1 anos de estudo, enquanto 19,3% das pessoas com 25 anos de idade ou mais eram analfabetas. Dentre essa faixa etária, 32,32% tinham completado o ensino fundamental, 19,17% o ensino médio e 6,81% o ensino superior. Já em 2021, havia 5 945 matrículas nas instituições de educação infantil e ensinos fundamental e médio da cidade.
| Ensino pré-escolar | 1 120 | 94  | 21 |
| Ensino fundamental | 3 981 | 255 | 22 |
| Ensino médio       | 844   | 65  | 3  |

### Habitação e transporte
No ano de 2010, a cidade tinha 8 699 domicílios particulares permanentes. Desse total, 8 079 eram casas, 589 eram apartamentos, 18 eram habitações em casa de cômodos ou cortiços e 13 eram casas de vila ou em condomínio. Do total de domicílios, 4 559 são imóveis próprios (4 439 já quitados e 120 em aquisição), 1 908 foram alugados, 2 205 foram cedidos (1 580 cedidos por empregador e 625 cedidos de outra forma) e 27 foram ocupados sob outra condição. No mesmo ano, 5 008 domicílios eram atendidos pela rede geral de abastecimento de água (57,56% do total), em 2 284 (26,25% deles) o abastecimento de água era feito por meio poços e/ou nascentes na própria propriedade, em 1 260 (14,48%) por meio de poços e/ou nascentes de outras propriedades, em 140 (1,6%) diretamente de cursos d'água e os demais se abasteciam de outras formas.
Também em 2010, 8 690 domicílios (99,89% do total) possuíam abastecimento de energia elétrica; 8 641 (99,33% deles) possuíam banheiros para uso exclusivo das residências; e 4 869 (55,97%) eram atendidos pelo serviço de coleta de lixo. O código de área (DDD) é 027 e o Código de Endereçamento Postal (CEP) da cidade vai de 29390-000 a 29394-999. O serviço postal é atendido por uma agência da Empresa Brasileira de Correios e Telégrafos funcionando no Centro da cidade. A frota municipal no ano de 2021 era de 16 832 veículos, sendo 7 515 automóveis, 5 493 motocicletas, 1 731 caminhonetes, 635 motonetas, 580 caminhões, 312 caminhonetas, 160 reboques, 111 micro-ônibus, 97 utilitários, 80 ônibus, 48 semirreboques, 42 caminhões-trator, 23 ciclomotores, três tratores de rodas e dois triciclos. O principal acesso à cidade é feito por meio da BR-262, que corta o território municipal.